# Великопудгинське сільське поселення
Великопу́дгинське сільське поселення (рос. Большепудгинское сельское поселение) — муніципальне утворення в складі Можгинського району Удмуртії, Росія. Адміністративний центр — село Велика Пудга.

## Населення
Населення — 3182 особи (2015; 3267 в 2012, 3303 в 2010).

## Історія
Сільське поселення було утворене 13 липня 2005 року шляхом перетворення Великопудгинської сільської ради у рамках муніципальної реформи у Росії. 2016 року до його складу була включена територію ліквідованого Люгинського сільського поселення.
Населений пункт Дома 1016 км був ліквідований 2017 року.

## Склад
До складу поселення входять такі населені пункти:
| Населений пункт           | Населення, осіб (2010) | Населення, осіб (2012) |
| ------------------------- | ---------------------- | ---------------------- |
| Велика Пудга, село        | 423                    | 419                    |
| Дома 1016 км, без статусу | 1                      | 1                      |
| Люга, присілок            | 2064                   | 2040                   |
| Мала Копка, присілок      | 182                    | 182                    |
| Мала Пудга, присілок      | 68                     | 71                     |
| Мала Сюга, присілок       | 564                    | 553                    |
| Сюга-Каксі, присілок      | 1                      | 1                      |
| Телекшур, присілок        | 0                      | 0                      |

В поселенні діють 3 середні школи та 3 садочки (Велика Пудга, Мала Сюга, Люга), 3 фельдшерсько-акушерських пункти, 3 клуби, 3 бібліотеки.
Серед промислових підприємств працюють ТОВ «Колос», «Сюга», СПК колгосп «Перемога».